# 范敬宜
范敬宜（1931年—2010年11月13日），男，江苏苏州人，中华人民共和国新闻工作者，《人民日报》原总编辑。

## 生平
幼年曾师从吴门画派樊伯炎。1949年毕业于无锡国学专修学校，1951年毕业于上海圣约翰大学中文系。后任《东北日报》（后改为《辽宁日报》）编辑。1957年被打成右派，到农村劳改。1978年在辽宁建昌县以“右派”身份入党。1979年回到《辽宁日报》，历任《辽宁日报》农村部副主任、主任、副总编辑，1984年任文化部外文局局长，1986年任《经济日报》总编辑，1993年任《人民日报》总编辑。
1998年3月，第九届全国人大第一次会议上，他当选为全国人民代表大会常务委员会委员、人大教科文卫委员会副主任委员。2002年4月被清华大学聘为教授、新闻与传播学院院长。兼任中国新闻摄影学会会长、中国新闻文化促进会会长、中国人民大学新闻学院和武汉大学新闻学院兼职教授、中国社会科学院研究生院新闻系博士生导师。
2010年11月13日13时42分在北京医院去世，享年79岁。

## 家族
范敬宜出生名门，是范仲淹28世孙。祖父范端信是范氏義莊和文正書院的主奉。父亲范承達毕业于交通大学，母亲蔡佩秋也出身于书香门第。

## 著作
主要著作有《总编辑手记》、《敬宜笔记》、《范敬宜诗书画》、《范敬宜文集·新闻作品选》等。